# Anchayacu
Anchayacu ist eine Ortschaft und eine Parroquia rural („ländliches Kirchspiel“) im Kanton Eloy Alfaro der ecuadorianischen Provinz Esmeraldas. Die Parroquia besitzt eine Fläche von 246,13 km². Die Einwohnerzahl lag im Jahr 2010 bei 2537.

## Lage
Die Parroquia Anchayacu liegt im Küstentiefland im Nordwesten von Ecuador. Der Río Onzole durchquert den äußersten Osten des Verwaltungsgebietes in nördlicher Richtung und entwässert dabei dieses. Der Hauptort Anchayacu befindet sich am Linksufer des Río Onzole 33 km südsüdwestlich vom Kantonshauptort Valdez.
Die Parroquia Anchayacu grenzt im Osten an die Parroquia Borbón, im Südosten an die Parroquia San José del Cayapas, im Süden an die Parroquia San Francisco de Ónzole, im Südosten an die Parroquia Montalvo (Kanton Rioverde), im Nordwesten an die Parroquia Lagarto (ebenfalls im Kanton Rioverde) sowie im Nordosten an die Parroquias Santa Lucía de las Peñas und La Tola.

## Orte und Siedlungen
In der Parroquia gibt es folgende Recintos:
- Achotillal
- Anchayacu
- Bella Vista
- El Ceibo
- El Guineo
- Guapilar
- Iscuandecito
- Las Cruces
- Las Delicias
- Limoncito
- Los Machines
- Mata Plátano
- Papayal
- San Agustín
- Tangare

## Geschichte
Die Parroquia Anchayacu wurde am 27. Oktober 1958 gegründet.